# Corso Giuseppe Zanardelli
Corso Giuseppe Zanardelli, più semplicemente noto come corso Zanardelli, è una via di Brescia situata a sud di piazza del Duomo, tra corso Palestro e corso Magenta, che ne costituiscono il prolungamento rispettivamente a ovest e a est. Ha inizio a ovest al crocevia tra corso Palestro e via Dieci Giornate e termina circa 150 metri dopo, a est, al crocevia tra via San Martino della Battaglia e corso Magenta.

## Storia
Anticamente la via, caratterizzata da una notevole larghezza, si apriva a ridosso del confine meridionale della città, poco fuori le mura urbiche di età romana prima e altomedievali dopo, corrispondenti alla cinta eretta alla fine del XII secolo. Nel XIV secolo la via acquistò importanza lambendo il confine meridionale della Cittadella nuova, fortificazione costruita dai Visconti durante la loro dominazione, qualificandosi come principale collegamento est-ovest della città.
Le mura caddero in disuso all'inizio del XVI secolo assieme al resto delle fortificazioni viscontee interne alla città, che vennero in gran parte demolite dai veneziani. Le fortificazioni della Cittadella nuova sopravvissero però alla distruzione, in quanto riutilizzate con funzione residenziale e commerciale, dopo che gli stessi veneziani - come indennizzo per la "spianata", la demolizione di ogni edificio nel raggio di un chilometro e mezzo dalle mura cittadine per fini strategici - permisero l'utilizzo commerciale della fascia al piede delle mura dell'ex Cittadella nuova, nonché il diritto di appoggiare alle mura nuove costruzioni.
La provvisoria sistemazione cinquecentesca, consistente probabilmente in un'infilata di casupole lignee e di altri edifici che andavano a poco a poco sovrapponendosi alle mura inutilizzate, fu uniformata da Pier Maria Bagnadore alla fine del secolo, ma solamente su via Dieci Giornate: corso Zanardelli mantenne ancora a lungo un carattere primitivo, con portici rudimentali coperti da tetti di paglia e abbaini.
Nel corso dei secoli, nella via si raccoglie il mercato del vino, che ne dà anche l'originale denominazione. Nella via si trovavano anche le botteghe di scalpellini, marmisti e scultori. I portici ancora esistenti furono costruiti, raddoppiandoli su due campate, solamente tra il 1734 e il 1773 e ancora modificati durante l'Ottocento, con interventi improntati verso un orientamento neoclassico tra decoro formale e destinazione civile. Dopo che nel 1847 fu trasferito nel convento di san Domenico l'Ospedale Maggiore, che aveva sede a sud della via, il corso si trasformò definitivamente nel luogo della passeggiata elegante della moderna città borghese. Verso la metà del secolo si provvide a sistemare anche il lato opposto della via, allineando le abitazioni esistenti tra l'albergo Gambero e corso Magenta, che seguivano allora un andamento molto irregolare.
Nel 1983 gli architetti milanesi Alberto Ferruzzi e Oscar Cagna progettarono la copertura a pavé, ancora esistente. La via è oggi uno dei "salotti" della città, dove si alternano negozi di lusso, bar e altri servizi commerciali.

## Toponimo
Anticamente la via era nota come contrada del Gambero, per la presenza dell'omonima locanda. La denominazione resta oggi in uso solamente per la corsia del Gambero, collegamento tra il corso e via Moretto.
Con il passare del tempo, la via acquistò la denominazione di Mercato del vino, in riferimento al commercio del vino che qui si teneva almeno fino alla metà dell'Ottocento, quando il mercato venne trasferito a porta sant'Alessandro (oggi piazzale Cremona).
Fu allora che il corso mutò la propria destinazione sociale assumendo la denominazione di corso del Teatro prima, in riferimento al teatro Grande, e di contrada dell'Ospitale Grande poi, per la presenza, all'interno della Crociera di San Luca, dell'Ospedale Maggiore, poi trasferito nel convento di san Domenico.
In occasione del primo anniversario della morte dello statista bresciano Giuseppe Zanardelli, nel 1904, il Comune propose di intitolare alla sua memoria quella che ormai era diventata la via più importante della città. La richiesta viene accolta e la via acquista il nuovo titolo, che mantiene tuttora.